# Aston Martin DB7 Zagato
De Aston Martin DB7 Zagato is een gelimiteerde wagen van Aston Martin/Zagato. De wagen werd in oktober 2002 op het Mondial de l'Automobile in Parijs voorgesteld aan het publiek. Hier werden alle 99 geproduceerde exemplaren ineens verkocht, hoewel Aston Martin er nog een extra had geproduceerd voor het Aston Martin-museum. 
Net als de Aston Martin DB7 heeft deze wagen een zesliter V12-motor. De topsnelheid ligt op 299 km/h en hij gaat van 0 naar 100 km/h in 4,9 seconden. 